# Bdelyropsis newtoni
Bdelyropsis newtoni är en skalbaggsart som beskrevs av Henry Fuller Howden 1971. Bdelyropsis newtoni ingår i släktet Bdelyropsis och familjen bladhorningar. Inga underarter finns listade.